# Інженерно-технічний персонал
Інженерно-технічний персонал — фахівці, що виконують рядові функції управління, здійснюють технічне, організаційне, економічне керівництво виробничими процесами, а також організують діяльність промислово-виробничого персоналу.
До цієї категорії відносяться інженери, нормувальники, технологи тощо.
Чисельність інженерно-технічних працівників і службовців залежить від масштабів виробництва, виробничої структури підприємства, обсягу роботи в кожному його підрозділі і схеми управління виробництвом.